# 610办公室
610辦公室，全稱中央防范和处理邪教问题领导小组办公室，简称中央防范办，是已被裁併的正部级中共中央直属机构。中央防范办的前身中共中央处理法轮功问题领导小组办公室成立于1999年6月10日，由时任中共中央政治局常委李岚清担任组长，2009年9月設立国务院防范和处理邪教问题办公室，屬於一个机构两块牌子，与中共中央政法委员会合署办公。中央610领导小组組長多由中共中央政法委書記擔任，610辦公室主任是公安部副部長擔任，由政法委書記所任命，具體工作由公安負責。2018年3月，中央610办公室被習近平當局裁併，職能并入中共中央政法委员会和中华人民共和国公安部。
政府文件及網絡公開訊息顯示，中央以下的省市縣級別的「610」辦公室依然存續。不過，之後的幾年中陸續有地方610辦公室註銷的報告。在各省、市、街道各級，共有数千個610辦公室。
美国国会及行政当局中国委员会报告认定，610办公室是聽令中共中央的国安「法外机构」，主責協調各機關鎮壓法輪功。美國國際宗教自由委員會稱610辦公室是「為專為消滅法輪功而設計、遊走於法律管轄之外的安防機構」。美國智庫報告稱，610针对的對象，2003年擴及其他被共產黨認為有害中國社会的宗教或氣功團體，包括家庭教會基督徒、佛教徒和其他宗教或靈修團體。由於工作缺乏透明度，610一直備受外界質疑。
曾獲中國司法部十佳律師的高智晟稱其是「高于政权力量的黑社会组织，可以操纵、调控一切政权资源，『行使』着这个星球上，人类有国家文明以来，作为国家从不能拥有的权力。」自由亚洲电台的报道指，朱镕基、温家宝、李克强三任國務院总理，以及原国务院副总理黄菊、韩正、汪洋，都從未在中央610辦的正副专职负责人的任免令上签字。前中央610正副主任，傅政華、孫力軍，分別在2021年10月2日落馬被中紀委審查調查、9月30日被當局雙開。
美國司法部於2023年對僑領陳軍和前中國自行車手林峰提起訴訟，並於2024年起訴南加州社區活躍人士孫耀寧。案情陳述多次提及「610辦公室」，指控被告受「610辦公室」唆使，在美國騷擾法輪功。

## 歷史與建立

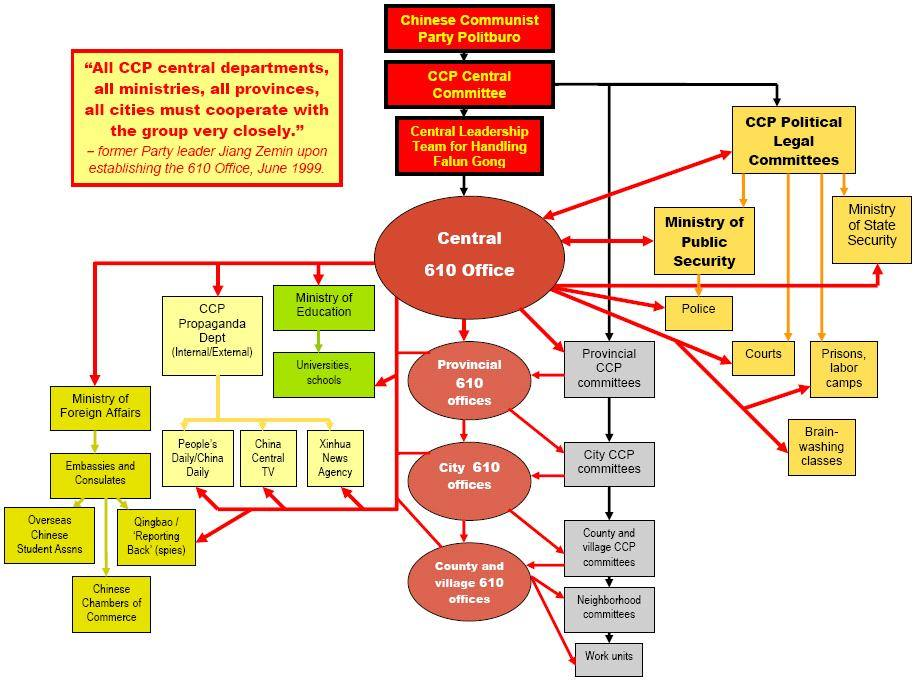
610办公室与中共其他机构之间的关系。

法國國防部下屬IRSEM戰略所2021年報告指出，610辦公室是非常祕密機構，在沒有任何法律依據情況下要消滅法輪功、並打擊所有宗教教派。關於610存在的明確目標、指揮鏈、工作人員及運作方式方面，能相互印證的信息非常少，是十足法外的機構。:76-78
中共1999年6月後，多個黨政機關單位監督、控制「邪教」，主要三個包括610辦公室直接受中共政治局管轄、中國反邪教協會（2000年11月成立，旗下成立凱風網）、公安部反邪教局（第26局2019年改序第4局）；610辦公室直接向政治局常委會報告，在三者中級別最高、也是最不被人所了解的機構，2017年成立「中國反邪教網」。「反邪教局」則在1999年610領導小組成立後所設置，是從中共軍方、公安部、國家宗教事務局的一些機構中劃分出來歸併成立。
610辦公室，包括中央與地方各級，是一聽令江澤民的全國性網絡結構。始於1999年6月7日，時任中共總書記江澤民召開一次政治局特別會議，決心鎮壓法輪功。6月10日即成立中國共產黨“中央处理法輪功问题领导小组”，下设常設機構中央处理法輪功问题领导小组办公室，即中央610辦公室。隨後幾個月，分支機構在中國全面成立，建立了和中共政法委員會緊密聯繫的指揮系統結構。610的任務被描述為「研究、調查、開發統一的方法...以解決法輪功問題。」 由於610組織設置，並未通過立法依據，官方也沒有條例、明確規定或正式介紹其職能，儘管如此，610被授權「與中央和地方的黨及國家機構打交道，這些機構被要求與610辦公室密切合作。
2000年9月改名中央防範辦，并加挂国务院防范和处理邪教问题办公室牌子，此即一个机构两块牌子，並与中共中央政法委合署办公，设一局、二局、三局。中央处理法輪功问题领导小组，同时改称“中央防范和处理邪教问题领导小组”，常設办公室亦同时改称，但对外仍称“中央610办公室”。自由亞洲電台高新專欄指出，所谓「一个机构两块牌子」，就是原本的「中共中央直属机构」在必要时打出国务院或者“国家”招牌；610辦公室主任的任命，歷任國務院總理從未簽字，在中央是由中央610领导小组組長、中共中央政法委所任命。

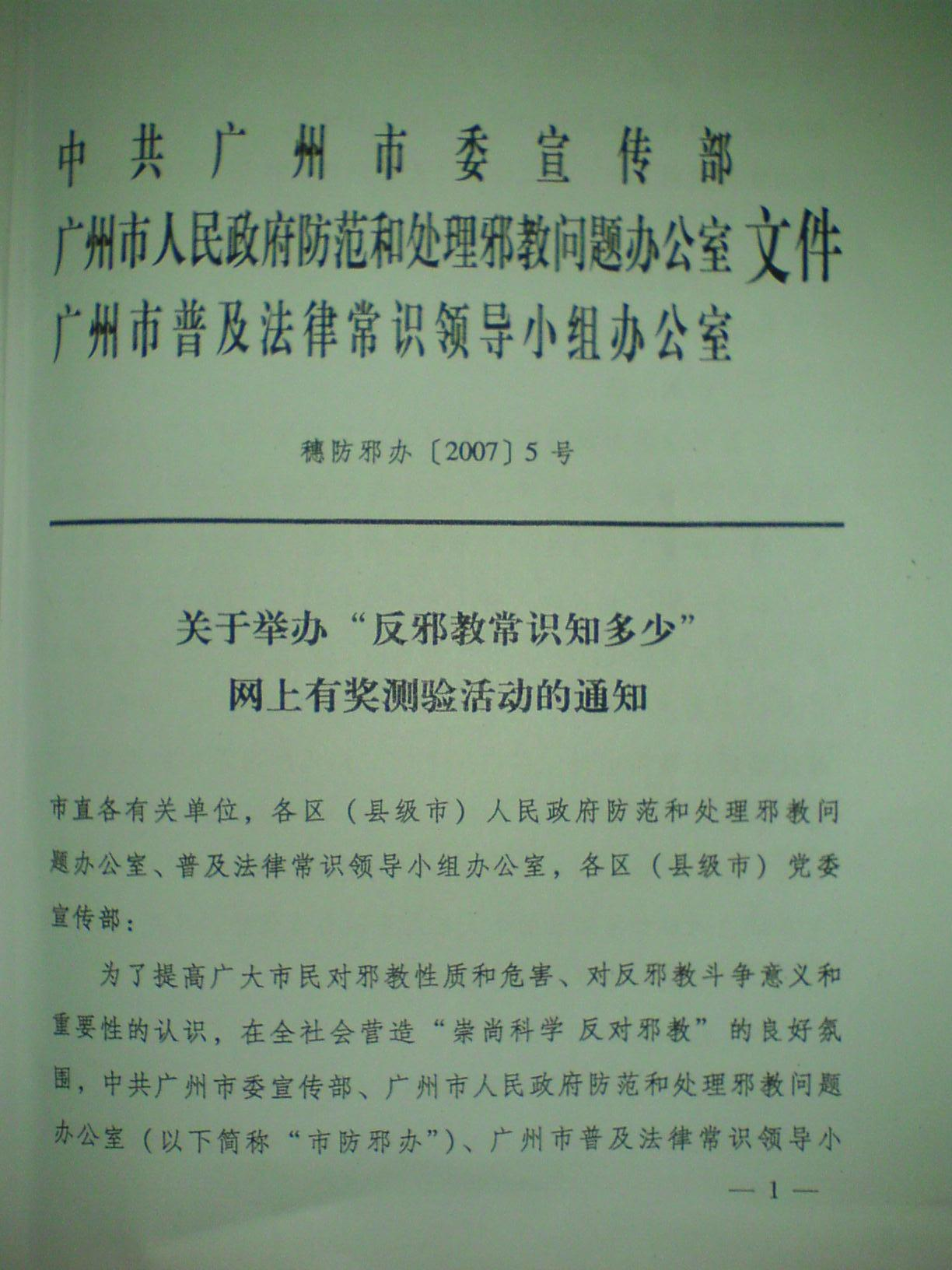
广州市人民政府防范和处理邪教问题办公室的公文

前天津610的成員、警司郝鳳軍表示，610所接指令直接源自中共高層，再下達到地區，610機構多部分與中共黨政法委重疊。人數估計1.5萬人。據中共宣示，其職能是中共中央(黨)、國務院(政)综合协调防范和处理法輪功和邪教问题工作的小組的常设办事机构。；除中央一級設置，在地方各级人民政府及同级党委都设立，同樣一个机构两块牌子，隶属于各级党委政法委员会。
報導法輪功遭鎮壓情況而獲普利策獎的記者伊恩·約翰遜描述610辦公室的工作，是"動員順從國家的社會組織"。在公安機關的指令下，教堂、寺廟、清真寺、報紙、媒體、法院和警察都迅速整隊配合執行當局"粉碎法輪功"的計畫，以任何手段都不為過。幾天之內一波大抓捕席捲全中國。到1999年底，法輪功學員們在關押中於死亡線上掙扎。美國國會及行政當局中國委員會(CECC)认为，610办公室是中国共产党管理的国家安全“法外机构”。美國智庫報告指出，610辦公室從專責迫害法輪功，擴大到迫害中國各種宗教及氣功團體，其目標是「禁錮、改造中國國民的思想」。其為中國共產黨而非國家成立的安全組織，610辦公室的存在，不僅表明中共領導人更加依賴於臆斷、法外及個人化的安全力量來確保對權力的控制，亦透露嚴重惡化的中國人權現況。
官方曾拒绝评论610办公室是否存在
2005年6月，中澳人權對話結束時，中華人民共和國外交部部長助理沈國放在北京，面對澳洲廣播公司記者詢問「610辦公室，是在侵犯中國人民及澳州人民的人權」時，記者詢問「610辦公室」、「您的意思是610辦公室不存在」，沈國放的反應「疑問、笑」，並拒答「中国當局在澳洲從事特務活動並騷擾民眾」的問題。
推出一網二微
2017年9月22日，国务院防范和处理邪教问题办公室推出自己主辦的中国反邪教网（www.chinafxj.cn）及官方微博、微信。
被裁併
2018年3月21日，中共中央印发《深化党和国家机构改革方案》中，将中央610领导小组及其办公室职责，划归中共中央政法委员会、公安部。
美國國會2010年要求停止鎮壓法輪功的605號決議文，要求中國政府廢除610，「要求當局立即終止迫害、脅迫、監禁、酷刑折磨法輪功學員，立即廢除江澤民為「消滅」法輪功而下令成立的非法機構610辦公室，立即釋放那些僅因信仰而被關押在監獄、勞教所的法輪功學員，其中包括那些被關押的美國公民和永久居民的親屬。」並抨擊「當局在過去十年，在世界範圍內以大量資源进行虚假宣传」。
美國政府獨立機構美国国际宗教自由委员会正副主席2013年7月撰文，要求美国政府就施壓中國政府立刻撤销610办公室之類組織、勞教所，以落實法治承諾，並停止拘禁、诽谤、消灭法輪功学员，停止强摘法輪功学员等囚犯器官，停止迫害依法為法輪功辩护的維權律师如高智晟。中共十八大之后，該委員會在一份报告中指出，中国共产党成立凌驾于法律之上的组织“610办公室”，正企图「剷除」法輪功。中国大陆异议人士与维权人士胡佳指610办公室是「反人类的机构，国家恐怖主义和国家黑社会势力式的机构，是匪徒中的匪徒们运转的一个机构」，要求撤銷、調查、法辦。

## 組織與結構
美國智庫報告稱，根據包括目擊證人、官網文件、聯合國報告，和美國國會中國問題執行委員會（CECC）的分析，都指向610辦公室是一個活躍於中華人民共和國全國各級的治理機構；據估計至少有1.5萬名成員。610辦公室由中國共產黨高層領導人管理，610辦公室的領導小組，自成立以來一直由中共中央政治局常委等高級成員組成。包括李嵐清 （1999-2003）、羅幹 （2003-2007）、周永康 （2007-2012）、李東生 （2009-2013）、劉金國 （2014）、傅正華 （2015-2016）、黃明 （2016-2018）。
UCLA政治系教授湯維強分析，任命排名最高的共黨人士管理領導小組、610辦公室，這一做法是為了確保610超過其他部門官員。610辦公室的層級，比國家廣播電影電視總局、新華社、中央電視台、新聞出版局等機構，高出了「幾個行政階層」。610協調國家官方媒體進行「反法輪功的媒體報導」，並在反法輪功運動中，影響著其他黨和國家實體，包括安全機構。湯維強認為，共黨通過「中央处理法輪功问题领导小组」和610辦公室執行反法輪功運動的決定，反映了「政權體制選擇的模式」，它使用「特設委員會而不是常設機構，並在高層黨組織中投入了力量而不是功能性的國家官僚機構。」
自由之家專家庫克分析認為，610辦公室，創建在傳統的基於國家的安全系統之外，其原因有幾個：首先，軍隊和安全機構的許多官員正在修煉法輪功，這使得江澤民等中共領導人擔心，這些組織已悄悄地妥協了；其次，需要一個靈活有力的組織，來協調反法輪功運動；第三，創建一個頂級的黨組織，傳遞了一個「反法輪功運動的優先級」的信息; 最後，中共領導人不希望反法輪功的運動，受到法律或官僚限制的阻礙，從而在法外設立了610辦公室。法國IRSEM報告指出，610在中共黨國架構的各級開設分支機構，構成境內嚴密的管控網。各級610負責人還兼任同級的中共政法委書記或副書記。中共還設立維穩辦公室，似乎與地方上的610辦公室密切合作、甚至共用辦公場所。:76-78
610辦公室的結構，與共產黨政法委重疊。羅幹、周永康都同時主管了政法委、610。 這種重疊也反映在地方層面，各地610辦公室經常與當地的政法委一致，有時甚至共用辦公室。在中央610辦成立後，在各個行政級別也設立了平行對應的各級610辦公室，其中包括省、區、市、街道級別。在某些情況下，在大公司、大學也建立610。每個610辦公室都接受上級610辦公室的命令、或來自同一級別的共產黨當局的命令。相對地，各地610辦公室，也影響其他的國家及黨組織的官員，如媒體機構，地方公安局、法院。地方各級610個辦公室，後來在組織結構上出現微小變化 ，例如湖南省耒阳市的610辦公室，在2008年成立了「綜合小組」、「教育小組」，「教育小組」負責法輪功信徒的「宣傳工作」和「勞教轉化」；綜合小組負責行政和後勤任務、收集情報、保密工作。中國維權律師高智晟在與北大學者焦國標親自調查後，於2005年在給中國領導人胡錦濤、溫家寶公開信中，形容610辦公室是「国家政权内且高于政权力量的黑社会组织，它是可以操纵、调控一切政权资源的黑社会组织。一个国家宪法及国家的权力结构安排规范中没有的组织，却“行使”着本只能由国家机关才能行使的权力及许多连国家机关都根本不能行使的“权力”。它“行使”着在这个星球上，人类有国家文明以来，作为国家从不能拥有的权力。」。

### 人員招聘
對於各地610辦公室的人員招聘流程，外界知之甚少。在信息罕有的情況下，610人員似乎是從其它的黨或國家機構（例如黨政法委人員或公安局）抽調的。有些610辦公室自己招聘引入大學學歷者。 

### 責任制
為確保共產黨對法輪功的指示被依循，610辦公室實施了一個延伸到社會基層的責任制。在這一責任制度下，地方官員對其轄區的所有與法輪功相關的結果負責，對於未能充分迫害法輪功的地區及官員實行懲罰性罰款制度。《华尔街日报》記者約翰遜表示「這表明，政府不是建立一個現代化的體系來統治中國，而是依靠拼湊起來的特殊的佈告、命令和個人關係。」 
在迫害前期處理赴北京的抗議者，就是責任制的一例。1999年7月法輪功遭迫害後，每天都有數百名法輪功學員到天安門廣場或在北京信訪局 ，訴求維護權利。 為了遏制抗議者在首都的流動，中央610辦公室要求地方當局確保各該地區沒有人前往北京。約翰遜寫道「省政府對前往北京的每個法輪功學員所來自的區域的市長、縣領導進行罰款。市長和縣領導隨即罰款當地610辦公室或黨政法委分支機構的負責人，再對村長進行罰款，村長再對警察罰款。警方對法輪功學員處罰，並定期向學員要錢收回支出。」「罰款是非法的，沒有任何以書面形式發佈的法律或法規列出它們。官員只是在會議上口頭宣布它們」。 一位官員告訴約翰遜說「永遠不會有任何書面文字，因為他們不希望它公開。

### 延伸境外
法國國防部下屬IRSEM戰略所2021年報告，儘管610辦公室不是中共海外影響力行動第一線執行者，但構成對一些國家實在的干涉。報告引述2005年投誠的前中共駐澳洲悉尼、負責監視及迫害法輪功的外交官陳用林說明，在610辦公室成立後，中共外交部就法輪功問題設立辦公室，作為全國性系統一部分，2004年更名「涉外安全事務司」。2001年2月，中共駐悉尼總領館成立專門反法輪功小組，由總領事親自領頭，在美國等國家也成立了類似組織，「2000年，對法輪功的戰爭蔓延到海外。每個中共外交使團中，必須至少有一名負責法輪功問題的官員。」當時在澳洲對法輪功的情報收集依靠了「1000名特務和線人」，監視和鎮壓常伴隨著對各國政府、民選官員、媒體、大學等的大規模宣傳。:76-78

## 職責功能
據CECC報告及美國智庫報告資料顯示，610的主要職責包括：協調各機關反法輪功宣傳、監視和情報收集，對法輪功學員的懲罰和“再教育”；並據稱參與了對法輪功學員法外處決宣判、強制勞教、酷刑甚至導致死亡。2003年以來，610辦公室的任務已經擴大到包括針對被視為異端或有害共產黨統治的其他宗教、氣功團體，包括家庭教會基督徒、佛教徒和其他宗教或靈修團體，但法輪功仍是其首要任務。

### 監視與境內外情報
監視並收集法輪功學員相關情報，是610主要職能。 在地方一級610，包括監視學員的工作場所、住所，以查明法輪功學員，每天前往已知（或被「註記」）法輪功學員的住家，或協調和監督對法輪功學員的24小時監控。610辦公室不一定直接執行監視工作; 反之，610命令地方當局執行監視，並定期向610辦公室報告。 基層610辦公室，將他們收集的業務鏈上的情報，轉發給610辦公室。 
610的情報收集工作，通過培養有償的平民線人來加強。 已發現地方610辦公室，為獲取法輪功學員的信息，提供了大量金錢獎勵，並且提供民眾「24小時舉報熱線電話」，以舉報法輪功相關活動。在一些地區，用出了「連帶責任措施」，由工作場所、學校、居委會和家庭，負責監視、報告其中的法輪功學員。
據報導，610辦公室還涉及對外國的情報。出走的前天津610官員郝鳳軍作證說，他在610辦公室的工作，涉及整理和分析包括美國、加拿大、澳大利亞在內的海外法輪功人員的情報。
德國政府2010年調查了两名中國共產黨高官涉嫌间谍活动案件，其中一人為副部长级别的610办公室负责人。610办公室的任务是「在全球范围内打击法輪功」。德國檢察院在公訴書中表明，610辦公室是當局為打壓法輪功而特別建立之機構，屬於「情報組織」。為610提供法輪功情報的德國華裔，表示他不清楚接頭的是情報人員，仍遭德國法院以「間諜罪」判刑。德國《明鏡》週刊稱，從此事看出，(中國共產黨)當局多麼看重打擊法輪功，「(中華人民共和國)情報機構有時採取極端冒犯性的作法」。

### 宣傳
宣傳(Propaganda)是610辦公室的核心職能之一，包括在中央及地方各層級。中共中央处理法轮功问题领导小组的成員，包括共產黨的宣傳部門的高級成員，例如宣傳部長和中央領導集體關於宣傳思想工作的副主任。再加上610的地位高於主要新聞和宣傳機構組織，使得610足夠的影響力，可直接在中央一級指揮反法輪功宣傳。
610辦公室成立後不久，1999年6月下旬，在當局反對法輪功的宣傳活動正式宣布前(7月下旬)，就在當局主要官方報紙上展開對法輪功第一次「宣傳攻擊」。最初的宣傳攻擊，只是對法輪功的間接引用，其內容旨在嘲笑「迷信」並讚揚無神論。1999年7月20日，當局正式啟動法輪功的運動，在正式開展以前的幾個星期裡，610辦公室已經開始準備大量書籍、社論、電視節目，譴責法輪功，這些書在7月20日之後公佈。
大衛在1999年7月後的幾個月內寫道，官方媒體機構「正在製造數百件針對法輪功的文章，書籍和電視報導，中國公眾，從文化大革命高峰時期以後，就未曾見過這樣的矯枉過正。」
中央610辦公室，還指示地方610辦公室宣傳，包括與各地方媒體合作、開展基層宣傳活動，以「教育」學校和大學、國有企業，以及以社會和商業企業的目標受眾。 例如，2008年中央610辦公室發布了一項指令，開展旨在防止法輪功「干涉」北京奧運的宣傳工作。這個運動在全國各省政府網站上都有提及。

### 「轉化」和關押
610辦公室與地方當局安全機構合作，監視和抓捕法輪功學員，其中許多人被處（非經刑事訴訟程序）以「勞教」，或者如果學員繼續修煉和倡導法輪功，則被當局判入獄。在中國被關押的法輪功信徒估計有數十萬人; 在一些關押設施中的人，法輪功學員佔絕大多數。 
美國國會CECC報告指出，全中國各地610辦公室，維持著一個非正式的「通過再教育轉化」設施網絡，專用於改變法輪功學員的意識形態，對學員的身心強制措施，迫使他們放棄法輪功。 《華盛頓郵報》報導2001年，中央610辦公室開始下令「所有居委會、國家機構和公司」開始使用改造設施。 沒有法輪功學員可以倖免，包括了學生和老人。 同年，據《華爾街日報》報導，610辦公室轉達了命令，要求那些積極修煉法輪功的人，必須被送到監獄或勞教所，而那些不放棄信仰法輪功的人，將被社會隔離孤立，並受到家人和雇主的監視。 
據CECC報告，2010年，中央610辦公室啟動了為期三年的加強「轉化」已知法輪功學員。 來自全國各地610辦公室的文件，顯示了這場運動的細節，其中涉及設置「轉化配額」，並要求地方當局強制法輪功學員參與轉化「再教育」的「課程」。 如果法輪功學員不接受「課程」，那麼就會被送到勞教所。
除了監獄、勞教所和「改造設施」之外，610辦公室還可以任意強制精神健康的法輪功學員被進入精神病醫療機構。 據估計，2002年約有1000名法輪功學員，非自願被拘留在精神病院，據報導在病院裡普遍發生虐待事件。

### 干預法律系統及案件
大多數被關押的法輪功學員，在被判處「勞教所」的行政罰，儘管數千人在監獄中被判長期徒刑，經常是「利用邪教組織破壞法律實施」的罪名 - 這一模糊不清的條款往往帶有超過十年的徒刑。 
中國維權律師，指控610辦公室經常干預法輪功學員的法律案件，顛覆了法官獨裁決的能力。江天勇律師指出，被告是法輪功學員案件的，是由當地610辦公室決定，而不是通過訴諸法律標準。 2008年11月，兩名尋求代理黑龍江法輪功學員的律師指出，該案的法庭審判長見過610辦公室人員。其他律師，包括高智晟、郭國汀和王亞軍，指控610辦公室干擾律師與法輪功當事人會面、或干擾律師在法庭上為學員辯護的能力。
當局官方文件，佐證了610辦公室干預案件的指控。 2009年， 吉林省和遼寧省的兩份不同文件描述了610辦公室必須批准和/或審查法輪功學員的法律案件。  610辦公室與中國共產黨政法委員會，彼此的組織接近度，更使得610能夠對中央一級的最高人民法院、司法部以及地方一級的對應機構發揮影響力。

### 酷刑和殺戮指控
據智庫研究報告稱，610辦公室，同中共中央政法委緊密聯繫，大都不受法律及司法系統的最基本約束，直接參與了法外虐殺、酷刑、性侵犯、非法沒收財產。例如在2009年聯合國法外處決問題特別報告員的報告指出，610辦公室參與了2008北京奧運前遭關押的法輪功學員死亡案件。此外，其他持不同意見者、維權人士也大規模遭遇法外拘留及酷刑，嚴重性更甚通常性的濫用執法系統。

多個消息來源報導，610名官員參與或命令對在押的法輪功學員施加酷刑。 2005年，維權律師高智晟在「致中國領導人的一封信」中轉述了610名官員毆打和性侵法輪功學員，「以“610”为符号化的权力，正在持续地以杀戮人的肉体及精神、以镣铐和锁链、电刑、老虎凳等形式与我们的人民“打交道”，这种已完全黑社会化了的权力正在持续地折磨着我们的母亲、我们的姐妹、我们的孩子及我们的整个民族。」「其最持久地震盪著我的靈魂的不道德行為記錄，即是『610』人員及警察的、完全程序化的幾無例外地針對我們女同胞女性生殖器攻擊的下流行徑。」維權人士胡佳指責，610所施酷刑是人类历史上尤其21世纪以后绝无仅有，不遜於納粹。
前天津610辦公室的公安郝鳳軍，描述他目擊的610同事用鐵條毆打一位年長女法輪功學員。這一事件加速郝決定出走澳大利亞。聯合國非司法殺害問題特別報告員2009年的報告，紀錄了610辦公室在2008年北京奧運會之前，涉入法輪功學員酷刑死亡事件的指控。
《華爾街日報》2000年報導，法輪功學員在610辦公室的「再教育轉化」設施中遭到酷刑致死。 中央610辦公室已通知地方當局，可以採取一切必要措施，防止法輪功學員前往北京抗議禁令，據稱610這一指令導致了廣泛的虐待。
2012年10月10日，CECC的2012年度报告中引用明慧网的统计资料表示：该机构在继续大力度实行迫害法輪功政策，至2012年6月有3,533名法輪功学员被迫害致死”。

## 任務對象擴大範圍
據智庫報告整理，2003年，610的任務擴大到包括處理其他28種共產黨當局認定「異端宗教」和「有害的氣功」 。CECC報告稱，雖然法輪功仍然是610辦公室的主要關注，但有證據表明地方610辦公室針對其他群體的成員，其中一些被確定為佛教或新教教派，610對他們的成員，進行監視、宣傳、拘留、監禁 。
在某些情況下，610辦公室執行功能時，不是只針對被當局監視和迫害、未認可的宗教。 例如《經濟學人》報導，610的官員參與了軟禁盲人維權律師陳光誠，陳以反對強迫墮胎和強制絕育而知名。 
2008年，出現了一批新的「領導班子」，其任務是「維護穩定」。 在沿海主要城市的各個地區設立了相應的地方辦公室，負責「查清」反共分子。維穩的分支機構，與當地的610辦公室重疊，共用辦公室、工作人員及領導層。
自由之家專家庫克分析，對610辦公室、維穩辦公室等特別組織的依賴增加，可能表明共產黨領導人意識到現有的國家安全機構無法滿足其需求。「這些官員越來越依賴更武斷，更加法外和個性化的安全力量來保護他們的掌權，這不僅對中國的人權紀錄造成嚴重影響，而且還威脅到中共內政的穩定，政治化」。

## 外部調查
2015年6月11日宣判周永康獲判無期徒刑，5月22日曾在天津不公開審理；5月26日，中国媒体报导，兼任“610”主任的中纪委副书记刘金国不再担任“610”办公室主任这一职务。2015年9月，傅政华出任中央610办公室主任。例如610辦公室主任李东生卸任後，中國媒體华讯财经即于2014年7月2日报导，李擔任中國中央電視台副台长时，为讨好江泽民和中央政法委书记周永康，利用CCTV央視「铺天盖地污蔑法輪功」。在610主任刘京退休后，「没人愿接班维持镇压，对法輪功有血债的江派掌门人周永康把李东生升半级，提到610办公室主任正部级，后又把李东生（時任中共中央宣传部副部长）塞到公安部当副部长。」。
RFA報導表示，“610办公室”以借处理“法轮功”名义成立，被中共前任总书记江泽民赋予极大权力而无法无天，对法轮功学员施以各种骇人听闻的残酷迫害。因《中国底层采访录》等著作而享有国际声誉的知名作家廖亦武曾突然失踪，据称是因在采访法轮功学员过程中，被610办公室探员跟踪，在围捕下破窗而逃。自由亚洲电台评论员认为，在公安局中别的警察不敢干预610的暴力，因为「持有江泽民对法轮功赶尽杀绝的圣旨，610具有了在中国草菅人命的权力」，呼籲国际社会正视「国家恐怖主义组织 610办公室」，並引述指路透社报道中把610办公室称为中共的盖世太保，当时的部分中国人则把610办公室称为「江泽民的锦衣卫」和「中南海的东厂、西厂」。

## 成員人物

### 中央610
中央610辦公室的直接上级決策機構的负责人中央防范和处理邪教问题領導小組組長除第一任李岚清外，皆為时任中央政法委书记（2012年前由中共中央政治局常委兼任）。历任领导小组组长和副组长人员如下：
| 中央610领导小组组长 1. 李岚清（1999年6月－2003年）時任第十五届中央政治局常委、国务院第一副总理 2. 罗干（2003年－2007年）時任第十六届中央政治局常委、中央政法委書記 3. 周永康（2007年－2012年）時任第十七届中央政治局常委、中央政法委書記 4. 孟建柱（2012年－2017年）時任第十八届中央政治局委员、中央政法委書記 中央610领导小组副组长 1. 罗干（1999年6月－2003年） 2. 丁关根（1999年6月－2002年） 3. 王茂林（2001年－2002年） 4. 贾春旺（2002年－2008年） 5. 许永跃（2003年－2007年） 6. 周本顺（2003年－2013年） 7. 李东生（2009年10月－2013年12月） 8. 王乐泉（2010年－2012年） 9. 孟建柱（2007年－2012年） 10. 张越（2013年－2016年） 11. 刘金国 （2014年1月－2014年12月） 12. 傅政华（2015年1月－2016年4月） 13. 黄明（2016年4月－2018年3月） | 中央610（国务院防范办）主任 1. 王茂林（1999年6月－2001年9月） 2. 刘京（2001年9月－2009年10月） 3. 李东生（2009年10月－2013年12月） 4. 刘金国 （2014年1月－2015年1月） 5. 傅政华 （2015年1月－2016年4月） 6. 黄明（2016年4月－2018年3月） 中央610（防范办）副主任 1. 刘京（2000年6月－2001年10月） 2. 李东生（2001年－2009年10月） 3. 王晓翔（2003年1月前－2006年9月后） 4. 袁隐（2001年－？） 5. 高以忱（2005年－？） 6. 徐海斌（？－？） 7. 孙力军（2013年－2018年3月） 8. 彭波（2015年8月－2018年3月） 9. 柯良栋（2014年5月－2018年3月） |

1. 李岚清1999年6月至2003年任领导小组组长，时任中共中央政治局常委、国务院第一副总理。自99年至03年负责主持全国镇压行动，1999年11月26日在北京人民大会堂召开3000人参加的法轮功“形势报告会”上作《关于同法轮功斗争的几个问题》的专题报告，直接指挥在科技、教育、文艺、老龄工作等多领域迫害，在全国性反法轮功的表彰会和展览会上讲话煽动对法轮功的仇视。
2. 羅幹1999年6月至2003年任领导小组副组长，时任中共中央政治局常委、中央政法委書記，2003年接替李岚清担任领导小组第二任组长，直至2007年由第三任周永康接班。
3. 丁关根1999年6月至2002年担任领导小组副组长，时任中共中央政治局委员、书记处书记、宣传部部长。在610办公室成立之时，江泽民亲自指定罗干与丁关根两人任领导小组副组长，配合领导小组组长李岚清工作。任职期间主持全国反法轮功宣传，主持全国性反法轮功的表彰会、参观展览并讲话。2012年7月22日，在1999年7月22日江泽民通过中国媒体宣布发动镇压法轮功达13周年之际，丁关根突然去世。
4. 贾春旺2002年至2008年担任领导小组副组长，时任最高人民检察院检察长，曾任公安部部长。
5. 许永跃2003年至2007年担任领导小组副组长，时任国家安全部部长。
6. 周永康2007年至2012年任领导小组组长，时任中共中央政治局常委、中央政法委書記。610辦公室成立十六週年之際，2015年6月11日周永康獲判無期徒刑。
7. 王乐泉2010年至2012年任领导小组副组长，时任中共中央政法委副书记，周永康副手。
8. 孟建柱2007年起担任领导小组副组长，时任公安部部长、中央政法委副书记，2012年接替周永康任中共中央政法委書記、领导小组组长，为中共中央政治局委员。
9. 周本顺2003年任政法委副秘书长，2007年任政法委秘书长，是周永康副手。2013年任河北省省委书记，2015年7月在京被抓，2017年2月15日获刑15年。
10. 张越：2003年任公安部26局（公安部610办公室）局长，2013年至2016年任中央防范和处理邪教问题领导小组副组长，河北省委常委、政法委书记。2016年4月因严重违纪被宣布调查，2018年7月12日获刑15年。[65]
11. 刘云山：2002年起任中央宣传部长、中央政治局委员、书记处书记，主管全国有关镇压法轮功的宣传工作。现为中共中央政治局常委。李东生曾是其主要助手。[3]

### 中央610办公室部分成员
中央610办公室主任（省部级正职）
1. 王茂林（1999年6月－2001年9月），时任中央宣传思想工作领导小组副组长。
2. 刘京（2001年9月－2009年10月），时任公安部副部长、党委副书记（正部长级）。
3. 李东生（2009年10月－2013年12月），时任公安部副部长（正部长级）、党委副书记（2011年2月起），中央政法委委员[58]，2013年12月被免职開除、移送法辦，2016年1月12日获刑15年[66][60]。
4. 刘金国 （2014年1月－2015年1月），公安部副部长（正部长级）、党委副书记，纪委书记、督察长，中央防范和处理邪教问题领导小组副组长，中共中央纪律检查委员会副书记（2014年10月起）。2015年5月26日，中国媒体纷纷报导，兼任“610”办公室主任的前公安部副部長、現任中纪委副书记刘金国不再担任“610”办公室主任这一职务[61]。
5. 傅政华 （2015年1月－2016年4月）公安部副部长（正部长级）、党委副书记，担任中央610办公室主任，中央政法委委员[67]。2016年5月升任公安部常务副部长，2018年3月19日至2020年4月29日任中华人民共和国司法部党委副书记、部长，2020年5月19日，被增补为全国政协社会和法制委员会副主任。2021年10月2日，中纪委国家监委网站宣布傅政华被调查。[68]2022年9月22日，吉林省长春市中级人民法院以受贿罪判处傅政华死缓、终身监禁。
6. 黄明 （2016年4月－2018年3月）公安部副部長黃明出任公安部黨委副書記，并擔任中央610辦公室主任，中央政法委委员，晉陞為正部級，2018年3月转任应急管理部党组书记、副部长[69]。

中央610办公室副主任、巡视员及成员
1. 刘京（2000年6月－2001年9月），2000年6月被任命为610办公室副主任、党组副书记等职。2001年1月兼任中华人民共和国公安部副部长、党委副书记，被授予副总警监警衔。
2. 李东生（2001年－2009年10月）代表中共中央宣传部任中央610办公室副主任，历任CCTV副台长，中宣部副部长（主管法轮功事务），是中宣部长刘云山的主要助手，对中国大陆1999年至2002年四年间主要媒体包括CCTV进行的反法轮功宣传负主要责任。李东生曾以中国代表团特别顾问身份在联合国人权委员会第57届会议上接受记者采访，并就妇女问题作专题发言攻击诬蔑法轮功。李东生以610办公室副主任身份随领导小组组长李岚清到各地视察。李东生已于2013年12月被移送法办，2016年1月12日获刑15年。
3. 王晓翔：最迟于2003年1月任中央610公室副主任。曾任中央政府机关党工委办公室主任、中央国家机关青联主席（1999年10月）。王晓翔曾出席北京市“与法轮功斗争工作会议”并发言，还以中国代表团特别顾问身份在联合国人权委员会第58届会议上发言，对法轮功及其创始人进行攻击并为江泽民的镇压辩护。
4. 袁隐：2001年任中央610办公室副主任，原国务院办公厅秘书四局副局长（1997至1998），国务院办公厅秘书三局局长（1999至2000）。
5. 高以忱：曾任中央610办公室副主任，时任国家安全部副部长。2025年6月9日，中纪委国家监委网站通报称高以忱涉嫌严重违纪违法，目前正接受审查。
6. 徐海斌：曾任中央610办公室副主任，时任中央政法委秘书，后任中央政法委副部级领导、第十三届全国政协委员。
7. 孙力军（2013年－2018年3月）任中央610办公室副主任，同时担任公安部国保局（一局）局长兼二十六局（公安部610办公室）局长，镇压法轮功，并抓捕709律师。孙在公安部内组织实施抓捕，并指挥审讯，包括使用酷刑。维权律师、709被捕律师家属和法轮功学员受到严重迫害。2021年9月30日，中纪委国家监委网站宣布孙力军被开除党籍和公职，并被移送司法机关起诉。公告中表示孙力军不择手段、操弄权术、恣意妄为。[65][70]2022年9月23日，长春市中级人民法院以受贿罪判处孙力军被判处死缓、终身监禁。
8. 柯良栋（2014年5月－2018年3月）任中央610办公室副主任。在2018年3月中央610办被裁并入中央政法委和公安部，柯良栋转岗任人大常委会副秘书长。2020年初柯良栋被免去全国人大常委会副秘书长之职，调任中国贸促会副会长，被视为贬职。[71]
9. 彭波（2015年8月－2018年3月）任中央610办公室副主任，2021年3月13日，中央纪委国家监委宣布其因涉嫌嚴重違紀違法正在接受调查。8月17日，遭到开除党籍处分。[72][73]8月26日，彭波因被逮捕，中央纪委国家监委官网通报，彭波阳奉阴违、肆意妄为等。[74]10月11日，央视新闻报导，彭波利用担任中央610办公室副主任等职务地位形成的便利条件犯下罪行，被提起公诉。[75]2022年11月24日，江苏省无锡市中级人民法院以受贿罪判处彭波有期徒刑十四年，并处罚金人民币五百万元。
10. 何祚庥：马列主义理论家和中科院院士，中央610办公室学术顾问，政法委书记罗干的亲戚。有西方学者在其研究中谈到，时任国务委员罗干可能为谋个人晋升于1996年就开始从调查和准备镇压法轮功入手，但找不到任何证据来发动镇压，何祚庥是罗干的亲属，两人策划1999年镇压之前的一系列相关事件，如天津教育学院事件，以激起并指引法轮功学员到北京中央政府上访，引发425上访事件。罗干进而指挥北京警察带领法轮功学员包围中南海，从而为江泽民发动镇压制造口实。4.25事件之后，1999年6月罗干被任命为权力巨大的中央610办公室负责人，何作庥则担任中央610办公室学术顾问，如果说这两人有计划的话，可以说计谋完全成功。[76]
11. 董聚法：2001年任中央610办公室巡视员，以巡视员身份参加“全国同法轮功斗争巡回报告团”，视察马三家劳教所并肯定该所对法轮功学员的迫害。
12. 高晓东：2003年任中央610办公室副局长。

### 地方610办公室部分成员
江苏省610人员
- 中共江苏省委610办公室主任柳玉祥、陈逸中和李国华：2013年3月之前，由柳玉祥担任，陈逸中于2013年3月接替柳玉祥任江苏省省委610办公室主任，至2013年11月由李国华接任陈逸中的职位[77]。2014年6月，人民网报导，李国华不再任江苏省委610办公室主任一职[78]。江苏省委现任610办公室主任是王琦[79]。
  - 陈逸中：10月24日，江苏省纪委监委宣布陈逸中涉嫌严重违纪违法，接受调查。陈逸中与数月前落马的江苏省政法委书记王立科有交集。2013年3月，王立科调任江苏省公安厅厅长、党委书记，同一月，陈逸中开始担任江苏省公安厅党委副书记兼江苏省委610办公室主任，两人共事两年[80]。
- 吴忠灿：2013年4月任中共江苏省南通市委610办公室主任[81]。在2010年，南通市610办公室主任为姜建宁。
- 程东晓：2014年任南京市鼓楼区610办公室的主任[82]。

河北省610人员
- 马玉蝉，2008年5月成为河北省委610办公室主任[83]。

云南省610人员
- 蒋平：2014年起任中共云南省委610办公室主任[84]。

河南省610人员
- 贺振华：2003.1-2006.12，河南省委610办公室综合处副处长[85]。

### 已落马或已受调查的610办公室人员
- 广东省阳江市610办公室副主任罗健：2015年5月25日中国媒体广泛报导阳江市610办副主任罗健涉嫌严重违纪违法，正接受调查[86]。
- 山东省莱芜市610办公室副主任韩克锋：2014年10月8日中国经济网报道莱芜市610办公室副主任韩克锋涉嫌严重违纪违法被立案调查，并被开除党籍和公职[87]。
- 江苏省连云港市610办公室原主任公方才：2015年4月24日江苏连云港市纪委发布消息称连云港市公安局副局长公方才（正处级）涉嫌违纪违法，目前正接受组织调查。该报导提及，2013年1月公方才刚从连云港市委610办公室主任的实职上卸任[88]。
- 吉林省610办公室原组长苏荣：2014年6月14日全国政协副主席苏榮被查处和拘禁，苏荣在1998年4月至2001年10月任吉林省委副书记时担任吉林省610办公室組长[89][90]。
- 湖南省常德市市委610办公室主任万革新，610办公室副主任龚超明和610办副主任戴海洲等被通报并警告[91]。
- 新华社北京（2021年）3月13日电  原中央610办公室副主任彭波涉嫌严重违纪违法，目前正接受中纪委国家监委纪律审查和监察调查[92]。
- 河北省纪委监委2021年7月16日消息，原河北省委610办主任马玉蝉因涉嫌严重违纪违法被调查，马玉蝉曾是落马的河北“政法虎”张越的“大秘”[83]。
- 2022年3月1日，山东省委政法委原副书记惠从冰在自首一年之后，以受贿罪被判处有期徒刑七年，并处罚金人民币四十万元。2017年1月，惠从冰任省委610办公室副主任。[93]
- 2023年2月3日江苏省高级人民法院消息，江苏省公安厅原常务副厅长、江苏省委巡视组原组长陈逸中因受贿、滥用职权获刑13年半，并处罚金人民币三百万元。2003年6月至2013年3月，陈逸中兼任省委610办公室主任。[94]
- 2025年6月9日，原中央610办公室副主任高以忱因涉嫌严重违纪违法，接受中央纪委国家监委纪律审查和监察调查[95]。